# Bruno Cadoré
Bruno Cadoré, né au Creusot en 1954, est un religieux dominicain français, maître de l'ordre des Prêcheurs du 5 septembre 2010 au 13 juillet 2019, après avoir été prieur provincial de la Province dominicaine de France.

## Biographie
Bruno Cadoré est docteur en médecine, spécialiste de bioéthique médicale. Il est ordonné prêtre en 1986 par Pierre Claverie, après avoir passé deux ans à Haïti et poursuivi ses études dominicaines. Il est docteur en théologie morale en 1992, professeur d'éthique médicale. Il a dirigé le Centre d'éthique médicale de l'Institut catholique de Lille et était prieur de la province de France de l'ordre dominicain au moment de son élection comme  quatre-vingt-sixième maître de l'ordre des Frères prêcheurs. Il est membre depuis 2008 du Conseil national du sida. Il succède à Carlos Azpiroz Costa à la tête de l'ordre. Sa mission est de neuf ans. Il a rappelé à plusieurs reprises que « la vie communautaire n'est pas une option facultative pour la vie religieuse dominicaine. »
Gerard Timoner, de nationalité philippine, lui succède le 13 juillet 2019.

## Ouvrages
Pendant son activité à la Catho de Lille, Bruno Cadoré a produit plus d'une quarantaine de publications médicales en six ans.
D'autres ouvrages :
- Bible et médecine. Le corps et l'esprit (en collaboration), Lessius, 2004.
- Pour une bioéthique clinique. Médicalisation de la société, questionnement éthique et pratiques de soins (en collaboration), Presses Universitaires du Septentrion, 2003.
- L'Éthique clinique comme philosophie contextuelle, Fides, 1997.
- « La santé est-elle malade ? Une perspective d'éthique collective », Repères, no 26, 1996.
- L'expérience bioéthique de la responsabilité, Fides, 1994.